# Chaibu Zhen
Chaibu Zhen (kinesiska: 柴堡镇, 柴堡) är en köping i Kina. Den ligger i provinsen Hebei, i den norra delen av landet, omkring 380 kilometer söder om huvudstaden Peking. Antalet invånare är 42 991. Befolkningen består av 21 571 kvinnor och 21 420 män. Barn under 15 år utgör 26,0 %, vuxna 15-64 år 67 %, och äldre över 65 år 5,0 %.
Genomsnittlig årsnederbörd är 618 millimeter. Den regnigaste månaden är juli, med i genomsnitt 214 mm nederbörd, och den torraste är januari, med 4 mm nederbörd.